# Belinda (satelit)
Belinda este un satelit interior al planetei Uranus. Belinda a fost descoperită din imaginile realizate de Voyager 2 pe 13 ianuarie 1986 și a primit denumirea temporară S/1986 U 5. Este numit după eroina din poezia The Rape of the Lock a lui Alexander Pope. Este desemnat și Uranus XI. 
Belinda aparține grupului de sateliți Portia, care-i includ și pe Bianca, Cressida, Desdemona, Portia, Juliet, Cupid, Rosalind și Perdita.  Acești sateliți au orbite și proprietăți fotometrice similare.  În afară de orbita sa,  raza de 45 km  și albedo-ul geometric de 0,08  nu se știe practic nimic despre ea.
Imaginile Voyager 2 o arată pe Belinda ca un obiect alungit, cu axa sa majoră îndreptată spre Uranus. satelitul este foarte alungit, cu axa sa scurtă de 0,5 ± 0,1 ori mai mare decât axa lungă. Suprafața sa este de culoare gri. 
Sistemul interior de sateliți  este instabil pe perioade de timp de câteva milioane de ani. Belinda și Cupid vor fi probabil prima pereche de sateliți care se vor ciocni, peste 100.000 până la 10 milioane de ani, în funcție de densitățile sateliților din grupul Portia, datorită interacțiunilor rezonante cu Cupid care este mult mai mic. 